# 宇野木悠佑
宇野木 悠佑（うのき ゆうすけ、1996年4月30日 - ）は、東京都出身のサッカー選手。ポジションはFW。

## クラブ歴
東京都生まれで、柏レイソルのアカデミーでU-12からU-18迄を過ごした。その後、関東学院大学に進学した。
2016年夏にVfBホンベルクに加入し手選手となった。1シーズン所属して退団した。2018年夏に1.FCクレーフェに加入した。1シーズンの在籍であったが27試合8得点の結果を残した。
2020年4月に無所属からACカヤーニに加入したが、新型コロナウイルス感染症の世界的流行や自身の負傷もあり、活躍は出来なかった。同年の夏にクルツFCに移籍した。
2022年2月にNKクルクに加入したが同年夏に退団した。
2023年4月に品川CC横浜に加入して1シーズンを過ごした。
2024年にダバオ・アギラスFCに移籍した。ハットトリックを達成するなど、13試合で11得点の活躍を見せた。
同年9月に香港流浪足球会に完全移籍した。